# Cinq-Avenues
Les Cinq-Avenues sont un quartier du 4e arrondissement de Marseille.

## Situation et accès
Le quartier jouxte à l'est par le Jarret et le quartier de la Blancarde, au nord les quartiers Chutes-Lavie et des Chartreux, au sud par le Camas et à l'ouest, mitoyen au 1er arrondissement, les quartiers Saint-Charles et Chapitre.
Le plateau Longchamp occupe une grande partie de ce quartier. Il lui a amené son développement en même temps qu'un espace vert de première importance avec le Jardin des Plantes et le Jardin zoologique.
Aux cinq avenues du quartier, il est possible d'y ajouter le boulevard du Jardin-Zoologique et à quelques mètres, la rue Jussieu, la rue Fondère, la rue de Provence, la rue Marx-Dormoy.
Le quartier des Cinq-Avenues comprend quatre IRIS définis par l'INSEE à savoir : Trois-Frères-Carasso, Maréchal-Fayolle, Chape et Palais Longchamp.
Le quartier est accessible par le       Ce site est desservi par le métro et le tramway de Marseille : Station Cinq Avenues - Longchamp.

## Origine du nom
Il prend son nom du croisement entre le boulevard de la Libération, le boulevard de la Blancarde, le boulevard Philippon, l'avenue du Maréchal-Foch et l'avenue des Chartreux.

## Historique

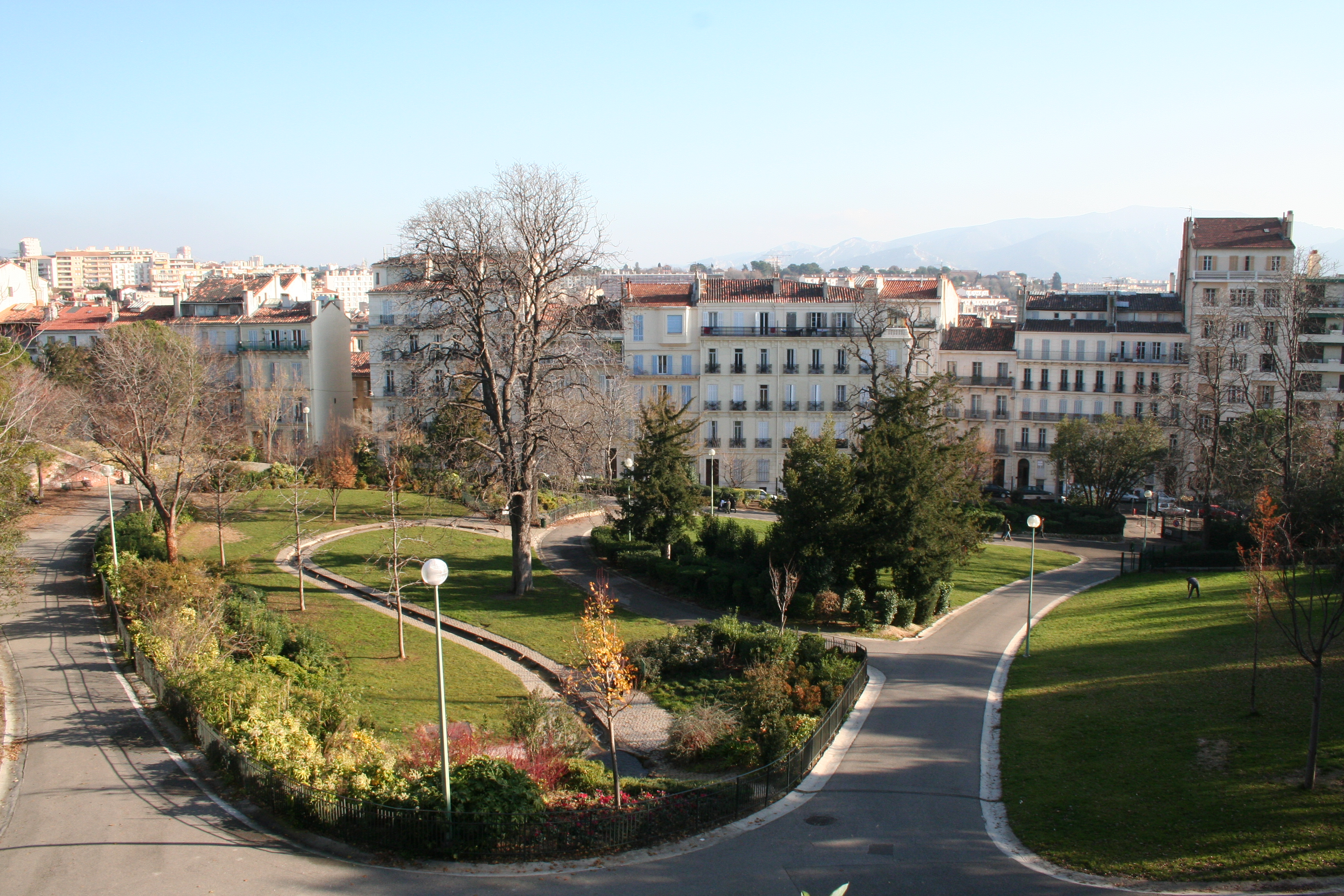
Immeubles dans le quartier des Cinq-Avenues, avec le parc Longchamp en premier plan.

Le carrefour important commande l'entrée du centre-ville et la circulation y est telle, que dès 1964, un passage souterrain a relié directement l'avenue du Maréchal-Foch et le boulevard Philippon, c'est-à-dire le boulevard Longchamp. Ce passage souterrain a été bouché lors de la construction de la ligne 2 du tramway de Marseille.
L'historique du quartier peut également se lire à partir des plaques de rues :
- la place Sébastopol (1863) évoque le Second Empire, époque du grand développement de Marseille et de ce quartier.
- l'avenue du Maréchal-Foch rappelle la fin de la Grande Guerre avec Clemenceau et Fayolle.
- le boulevard du Jardin-Zoologique, les rues du Jardin-des-Plantes, Jussieu, Linné, Buffon et Montbard évoquent les anciens jardins botaniques occupés par la venue du chemin de fer (de Saint-Charles à la Blancarde) et réimplantés au jardin du palais Longchamp.
- Alexandre Dumas est présent avec les rues Monte-Cristo, Abbé-Faria et Edmond-Dantès.
- la Seconde Guerre mondiale est rappelée par la rue des Trois-Frères-Carasso, la rue Marx-Dormoy, la place Brossolette, la rue Louis-Grobet et le boulevard de la Libération.
- l'abbé Fissiaux et son pénitencier pour jeunes délinquants est toujours évoqué.
- la rue Raspail évoque à la fois le botaniste, le politique et la Seconde République de 1848.
- de nombreuses rues évoquent les bastides du nom de leurs propriétaires (Granoux, George, Roussel-Doria, Blancarde et Juramy).
- enfin, Alphonse Fondère est commémoré par une rue qui nous rappelle son départ en ballon à partir de la place Saint-Michel (place Jean-Jaurès) en compagnie de Louis Capazza, le 14 novembre 1886. Ils atteignirent la Corse, effectuant la première traversée en mer avec un tel engin.

## Bâtiments remarquables et lieux de mémoire
- Palais Longchamp